# فندق‌لی
فندق‌لی (به ترکی استانبولی: Fındıklı) شهری است در کشور ترکیه که در استان ریزه واقع شده‌است. جمعیت این شهر بر اساس سرشماری سال ۲۰۰۸ میلادی ۹٬۸۰۳ نفر و بر اساس برآوردهای سال ۲۰۰۹ میلادی ۹٬۶۹۷ نفر می‌باشد.